# Bangladeschische Cricket-Nationalmannschaft in Irland und den Niederlanden in der Saison 2012
Die Tour der bangladeschischen Cricket-Nationalmannschaft nach Irland und die Niederlande in der Saison 2012 fand vom 18. bis zum 26. Juli 2012 statt. Die internationale Cricket-Tour war Bestandteil der Internationalen Cricket-Saison 2012 und umfasste drei Twenty20 in Irland, ein Twenty20 gegen Schottland und zwei Twenty20 in den Niederlanden. Bangladesch konnte sich gegen Irland 3–0 durchsetzen, verlor aber das Spiel gegen Schottland und spielte gegen die Niederlande 1–1 unentschieden.

## Vorgeschichte
Am 2. Juni 2012 wurde verkündet das Bangladesch eine Tour in Irland absolvieren wird. Zwei Tage später wurden die Spiele in den Niederlanden bekanntgegeben. Für Irland und Bangladesch dienten die Spiele als Vorbereitung für den ICC World Twenty20 2012 der später im Jahr stattfand.

## Twenty20 Internationals in Irland

### Erstes Twenty20 in Belfast
| 18. Juli Scorecard | Belfast | Bangladesch 190-5 (20)          | – | Irland 119-8 (20) |
|                    |         | Bangladesch gewinnt mit 71 Runs |   |                   |

### Zweites Twenty20 in Belfast
| 20. Juli Scorecard | Belfast | Bangladesch 146-6 (20)        | – | Irland 145-6 (20) |
|                    |         | Bangladesch gewinnt mit 1 Run |   |                   |

### Drittes Twenty20 in Belfast
| 21. Juli Scorecard | Belfast | Irland 140-8 (20)                 | – | Bangladesch 141-8 (20) |
|                    |         | Bangladesch gewinnt mit 2 Wickets |   |                        |

## Twenty20 International gegen Schottland

### Twenty20 in Den Haag
| 24. Juli Scorecard | Den Haag | Schottland 162-7 (20)          | – | Bangladesch 128 (18) |
|                    |          | Schottland gewinnt mit 34 Runs |   |                      |

## Twenty20 International in den Niederlanden

### Erstes Twenty20 in Den Haag
| 25. Juli Scorecard | Den Haag | Niederlande 144-7 (20)            | – | Bangladesch 145-2 (18) |
|                    |          | Bangladesch gewinnt mit 8 Wickets |   |                        |

### Zweites Twenty20 in Den Haag
| 26. Juli Scorecard | Den Haag | Bangladesch 128 (20)              | – | Niederlande 131-9 (20) |
|                    |          | Niederlande gewinnt mit 1 Wickets |   |                        |